# Lawsohtun
Lawsohtun es una ciudad censal situada en el distrito de East Khasi Hills,  en el estado de Meghalaya (India). Su población es de 8214 habitantes (2011). 

## Demografía
Según el censo de 2011 la población de Lawsohtun era de 8214 habitantes, de los cuales 4262 eran hombres y 3952 eran mujeres. Lawsohtun tiene una tasa media de alfabetización del 92,38%, superior a la media estatal del 74,43%: la alfabetización masculina es del 94,07%, y la alfabetización femenina del 94,60%.